# Taputapuatea

Taputapuatea est une commune de la Polynésie française de l'île de Raiatea.
Elle comprend les communes associées de Avera, ’Ōpoa et Puohine.
On y trouve le principal marae (lieu de culte polynésien) de Raiatea, le marae de Taputapuātea inscrit sur la liste du patrimoine mondial de l'UNESCO.

### Localisation

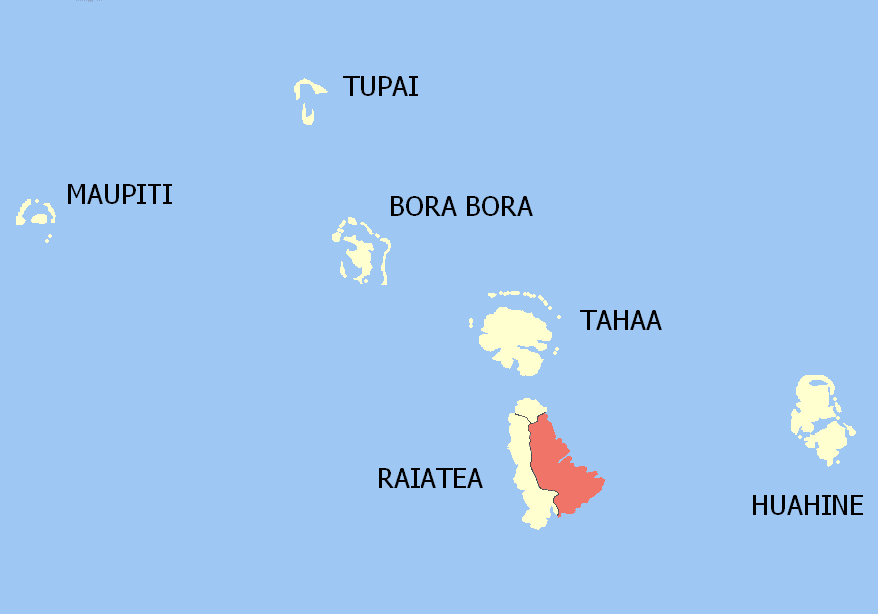
Commune de Taputapuātea, île de Raiatea.

Carte des îles de Tahaa et Raiatea.

## Toponymie
Le nom māʻohi taputapuātea signifie « sacrifice, sacrifice lointain ». Il fait référence à une légende locale selon laquelle ʻOro, dieu polynésien de la terre, de la guerre et des batailles, exigeant des sacrifices humains, aurait été défié et battu par un Raiatéen sans nom, à la suite de quoi les sacrifices cessèrent.

## Histoire
Le 22 février 2016, à l'occasion d'une visite officielle en Polynésie française, le président de la république François Hollande se rend à Taputapuātea pour visiter une vanilleraie et le marae de l'île, inscrit sur la liste du patrimoine mondial par l'UNESCO le 9 juillet 2017.

## Politique et administration

### Liste des maires
| Période                                  | Période  | Identité       | Étiquette                                  | Qualité |
| ---------------------------------------- | -------- | -------------- | ------------------------------------------ | --- |
| Les données manquantes sont à compléter. |          |                |                                            | |
| 1977                                     | 1983     | Guy Sanquer    | Tahoeraa huiraatira                        | Agriculteur Membre de l'Assemblée de la Polynésie française [Quand ?]                                                                 |
| Maire en 1989                            | 1997     | Toni Hiro      |                                            | |
| 1997                                     | en cours | Thomas Moutame | Tahoeraa huiraatira puis Tapura huiraatira | Membre de l'Assemblée de la Polynésie française (1991 → ) 2e vice-président de la communauté de communes Hava'i Réélu en 2014 et 2020 |

## Population et société

### Démographie
L'évolution du nombre d'habitants est connue à travers les recensements de la population effectués dans la commune depuis 1971. À partir de 2006, les populations légales des communes sont publiées annuellement par l'Insee, mais la loi relative à la démocratie de proximité du 27 février 2002 a, dans ses articles consacrés au recensement de la population, instauré des recensements de la population tous les cinq ans en Nouvelle-Calédonie, en Polynésie française, à Mayotte et dans les îles Wallis-et-Futuna, ce qui n’était pas le cas auparavant. Pour la commune, le premier recensement exhaustif entrant dans le cadre du nouveau dispositif a été réalisé en 2002, les précédents recensements ont eu lieu en 1996, 1988, 1983, 1977 et 1971.
En 2017, la commune comptait 4 792 habitants, en augmentation de 0,13 % par rapport à 2012
| 1971  | 1977  | 1983  | 1988  | 1996  | 2002  | 2007  | 2012  | 2017  |
| ----- | ----- | ----- | ----- | ----- | ----- | ----- | ----- | ----- |
| 1 755 | 1 995 | 2 499 | 2 977 | 3 625 | 4 171 | 4 614 | 4 786 | 4 792 |

| 2022  | - | - | - | - | - | - | - | - |
| ----- | - | - | - | - | - | - | - | - |
| 5 007 | - | - | - | - | - | - | - | - |

## Culture locale et patrimoine

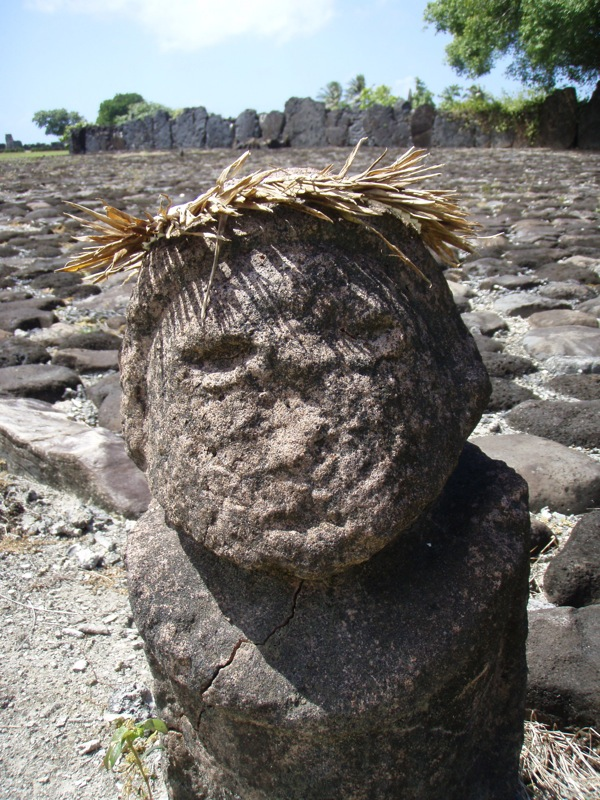
Un tiki, sur le marae.

## Lieux et monuments
- Marae de Taputapuātea
- Chapelle Saint-François-d'Assise de Puohine.